# Anthophora flavonigra
Anthophora flavonigra är en biart som först beskrevs av Wu 1988.  Anthophora flavonigra ingår i släktet pälsbin, och familjen långtungebin. Inga underarter finns listade i Catalogue of Life.